# Vaidotas Šlekys
Vaidotas Šlekys (11 febbraio 1972) è un ex calciatore lituano, di ruolo attaccante.

## Palmarès

### Club

#### Competizioni nazionali
- Lietuvos Lyga: 1

Ekranas: 1992-1993
- Coppa del Liechtenstein: 5

Vaduz: 2000, 2001, 2002, 2003, 2004

### Nazionale
- Coppa del Baltico: 2

1991, 1992

### Individuale
- Capocannoniere della A Lyga: 3

1991-1992 (15 gol), 1992-1993 (16 gol), 1993-1994 (16 gol, ex aequo con Robertas Zalys)